# Lijst van rijksmonumenten in Aalst (Zaltbommel)
De plaats Aalst telt 9 inschrijvingen in het rijksmonumentenregister. Hieronder een overzicht.
| Object | Oorspronkelijke functie? | Bouwjaar                                                                             | Architect                                                | Locatie          | Coördinaten?                 | Nr.?   | Afbeelding        |
| --- | ------------------------ | ------------------------------------------------------------------------------------ | -------------------------------------------------------- | ---------------- | ---------------------------- | ------ | ----------------- |
| Maria en Sint-Antoniuskerk. Eenvoudige, eenbeukige en gepleisterde dorpskerk                                                  | Kerk en kerkonderdeel    | 12e/15e eeuw                                                                         |                                                          | Kerkstraat 1     | 51° 46' 56" NB, 5° 7' 34" OL | 10070  | Meer afbeeldingen |
| Kerktoren | Kerk en kerkonderdeel    | 12e eeuw                                                                             |                                                          | Kerkstraat bij 1 | 51° 46' 56" NB, 5° 7' 34" OL | 10071  | Meer afbeeldingen |
| Gepleisterde boerderij onder met riet gedekt wolfdak                                                                          | Boerderij                | 18e-19e eeuw                                                                         |                                                          | Maasdijk 62      | 51° 46' 46" NB, 5° 7' 48" OL | 10072  | Meer afbeeldingen |
| Boerderij op T-vormige plattegrond, waarvan het gepleisterde woongedeelte een verdieping en een dwars rieten schilddak draagt | Boerderij                | eerste helft 18e eeuw                                                                |                                                          | Maasdijk 65      | 51° 46' 48" NB, 5° 7' 25" OL | 10073  | Meer afbeeldingen |
| Hoeve met woongedeelte parallel aan de dijk. Rieten wolfdak, deur met gesneden kalf en pilasteromlijsting                     | Boerderij                | omstreeks 1800                                                                       |                                                          | Maasdijk 77      | 51° 46' 53" NB, 5° 7' 23" OL | 10074  | Meer afbeeldingen |
| Boerderij waarvan het wolfdak met pannen is gedekt                                                                            | Boerderij                | 18e of vroegere 19e eeuw                                                             |                                                          | Maasdijk 87      | 51° 46' 57" NB, 5° 7' 20" OL | 10075  | Meer afbeeldingen |
| Boerderij waarvan de parallel aan de dijk staande woonhuis een rieten wolfdak met dakkapellen bezit                           | Boerderij                | 1851                                                                                 |                                                          | Maasdijk 89      | 51° 46' 58" NB, 5° 7' 20" OL | 10076  | Meer afbeeldingen |
| Grote boerderij op L-vormige plattegrond met rieten schilddak                                                                 | Boerderij                | Grote, goed bewaarde boerderij. Op L-vormige plattegrond. 18e eeuw. Rieten schilddak |                                                          | Maasdijk 114B    | 51° 46' 59" NB, 5° 7' 20" OL | 10077  | Meer afbeeldingen |
| Dijkgraaf H.C. de Jongh-gemaal                                                                                                | Gemaal                   | 1935                                                                                 | Technisch Adviesbureau van de Unie van Waterschapsbonden | Maasdijk 164     | 51° 47' 42" NB, 5° 7' 12" OL | 523385 | Meer afbeeldingen |